# Ternovka (Lípetsk)
Ternovka (en rus: Терновка) és un poble de l'óblast de Lípetsk, a Rússia, que el 2011 tenia 305 habitants. Pertany al districte rural d'Úsman.